# Lorrie Morgan
Loretta Lynn "Lorrie" Morgan (née le 27 juin 1959, à Nashville, Tennessee) est une chanteuse américaine de musique country. Elle est la fille du chanteur et musicien country George Morgan. Lorrie Morgan classa son premier single en 1978 mais n'atteignit pas le top des classements américains avant 1989 à l'occasion de la sortie de son single, Trainwreck of Emotion. Depuis, elle possède plus de 25 singles placés au classement Billboard Hot Country Singles & Tracks, dont trois numéro un : Five Minutes, What Part of No et I Didn't Know My Own Strength. Au cours de sa carrière elle a enregistré plus de 15 albums studio. Côté vie privée, elle aura été mariée à trois chanteur de country différents ; Keith Whitley, Jon Randall et Sammy Kershaw.

## Biographie

### Ses débuts
Morgan fit sa première apparition au Grand Ole Opry à l'âge de 13 ans, interprétant la chanson de Fred Spielman et Janice Torre Paper Roses. Après la mort de son père en 1975, alors âgée de 16 ans, elle intègre un groupe de musique avec qui elle commence à se produire. En 1977, elle quitte le groupe et rejoint le Little Roy Wiggins band. Elle devient à cette époque réceptionniste et chanteuse démo chez Acuff-Rose Music, où elle commence à écrire des chansons. À la fin des années 1970, elle travaille comme choriste dans une émission télévisée matinale présentée par Ralph Emery, sur WSM-TV (aujourd'hui WSMV-TV); Emery était un ami de longue date de son père.
Morgan sort son premier petit hit en 1978 qui sera suivi l'année d'après par un autre single à succès I'm Completely Satisfied puis un duo virtuel avec son père. Elle commença une tournée dans les clubs de Nashville et fit la première partie de plusieurs artistes dont Jack Greene, Billy Thunderkloud et Jeannie Seely. Elle fit également une tournée avec son partenaire de duos George Jones et passa deux années comme résidente de l'émission Opryland USA et sur l'émission de la TNN ; Nashville Now.
En 1984, Morgan sortit Don't Go Changing. Cette année-là, elle devint la plus jeune chanteuse à rejoindre officiellement le Grand Ole Opry. Quatre années plus tard, elle signa avec RCA Records, son premier label. De cette collaboration sortira l'album Leave the Light On, sorti en 1989.

### Les années RCA/BNA
En 1990, Morgan obtient enfin son premier single numéro 1 ; Five Minutes. Son second album (Something in Red) sorti en 1991 et devint disque de platine. La même année, elle se maria avec son troisième mari, Brad Thompson, le chauffeur de Clint Black. Watch Me, son troisième album sortit sous le label RCA, BNA Records; ce dernier présenta un nouveau single numéro un ; What Part of No. Watch Me devient également disque de platine faisant de Morgan la première artiste féminine country à avoir trois albums certifiés disques de platine.
Elle sortit en 1995 une première compilation intitulée Greatest Hits. De cet album se classera un nouveau single à la première place ; I Didn't Know My Own Strength. L'année suivante, elle participera à l'album Stars and Stripes Vol. 1 des Beach Boys.
A Moment in Time, le dernier album de Lorrie Morgan est sorti le 27 octobre 2009 sous le label Stroudavarious.

## Discographie

### Albums studio
| Année                                                                          | Album                                                      | Meilleure position | Meilleure position | Meilleure position | Meilleure position | Certifications |
| Année                                                                          | Album                                                      | US Country         | US                 | CAN Country        | CAN                | Certifications |
| ------------------------------------------------------------------------------ | ---------------------------------------------------------- | ------------------ | ------------------ | ------------------ | ------------------ | -------------- |
| 1989                                                                           | Leave the Light On - Label : RCA Nashville                 | 6                  | 117                | 29                 | —                  | - US: Platine  |
| 1991                                                                           | Something in Red - Label : RCA Nashville                   | 8                  | 53                 | 13                 | —                  | - CAN: Or      |
| 1992                                                                           | Watch Me - Label : BNA                                     | 15                 | 65                 | —                  | —                  | - CAN: Platine |
| 1994                                                                           | War Paint - Label : BNA                                    | 7                  | 48                 | —                  | 52                 | - CAN: Or      |
| 1996                                                                           | Greater Need - Label : BNA                                 | 8                  | 62                 | 9                  | —                  | - USA: Or      |
| 1997                                                                           | Shakin' Things Up - Label : BNA                            | 9                  | 98                 | —                  | —                  | - USA: Or      |
| 1998                                                                           | Secret Love - Label : BNA                                  | 36                 | —                  | —                  | —                  |                |
| 1999                                                                           | My Heart - Label : BNA                                     | 8                  | 116                | —                  | —                  |                |
| 2004                                                                           | Show Me How - Label : Image                                | 49                 | —                  | —                  | —                  |                |
| 2009                                                                           | A Moment in Time - Label : Stroudavarious/Country Crossing | 40                 | —                  | —                  | —                  |                |
| "—" signifie que le titre ne s'est pas classé ou n'est pas sorti dans ce pays. |                                                            |                    |                    |                    |                    |                |

### Albums collaboratifs
| Année | Album                                             | Positions  | Positions |
| Année | Album                                             | US Country | US        |
| ----- | ------------------------------------------------- | ---------- | --------- |
| 2001  | I Finally Found Someone - Label : RCA Nashville   | 13         | 114       |
| 2017  | Come See Me And Come Closely - Label : Goldenlane |            |           |

### Compilation et albums spéciaux
| Année                                                                          | Album                                                 | Positions  | Positions | Positions   | Certifications |
| Année                                                                          | Album                                                 | US Country | US        | CAN Country | Certifications |
| ------------------------------------------------------------------------------ | ----------------------------------------------------- | ---------- | --------- | ----------- | -------------- |
| 1991                                                                           | Classics - Label : Curb                               | —          | —         | —           |                |
| 1993                                                                           | Merry Christmas from London - Label : BNA             | 26         | 115       | 19          |                |
| 1995                                                                           | Greatest Hits - Label : BNA                           | 5          | 46        | 6           | - CAN: Or      |
| 1998                                                                           | Super Hits - Label : BNA                              | 53         | —         | —           |                |
| 1998                                                                           | Essential Lorrie Morgan - Label : BNA                 | 73         | —         | —           |                |
| 1999                                                                           | CMT Girls' Night Out - Label : BNA                    | 30         | —         | 8           |                |
| 2000                                                                           | To Get to You: Greatest Hits Collection - Label : BNA | 21         | —         | 21          |                |
| 2002                                                                           | The Color of Roses - Label : Image                    | 37         | —         | —           |                |
| 2002                                                                           | RCA Country Legends - Label : RCA                     | —          | —         | —           |                |
| 2003                                                                           | All American Country - Label : RCA                    | —          | —         | —           |                |
| "—" signifie que le titre ne s'est pas classé ou n'est pas sorti dans ce pays. |                                                       |            |           |             |                |